# Hydrometeorologia
Hydrometeorologia – nauka geograficzna wchodząca w skład hydrologii. Interesuje się procesami dotyczącymi obecności wody w atmosferze, jak i zmianami, które jej dotyczą. Zajmuje się więc atmosferycznym transportem wilgoci, opadami atmosferycznymi, kondensacją w rozumieniu meteorologicznym, przemianami z udziałem fazy stałej.